# Пятое правительство Бриана
Пятое правительство Бриа́на — кабинет министров, правивший Францией с 29 октября 1915 года по 12 декабря 1916 года, в период Третьей французской республики, в следующем составе:
- Аристид Бриан — председатель Совета министров и министр иностранных дел;
- Жозеф Гальени — военный министр;
- Луи Мальви — министр внутренних дел;
- Александр Рибо — министр финансов;
- Альбер Метен — министр труда и условий социального обеспечения;
- Рене Вивиани — министр юстиции;
- Люсьен Лаказ — морской министр;
- Поль Пенлеве — министр общественного развития и искусств;
- Жюль Мелен — министр сельского хозяйства;
- Гастон Думерг — министр колоний;
- Марсель Семба — министр общественных работ;
- Этьен Клементель — министр торговли, промышленности, почт и телеграфов;
- Леон Буржуа — государственный министр;
- Дени Кошен — государственный министр;
- Луи Эмиль Комб — государственный министр;
- Шарль де Фрейсине — государственный министр;
- Жюль Гед — государственный министр.

Изменения
- 15 ноября 1915 — Поль Пенлеве становится министром изобретений для национальной обороны в дополнение к являющимся министром общественного развития и искусств.
- 16 марта 1916 — Пьер Огюст Рок наследует Гальени как военный министр.